# Villanova d'Albenga
Villanova d'Albenga une commune italienne d'environ 2 500 habitants située dans la province de Savone, dans la région Ligurie, dans le Nord-Ouest de l'Italie.
Elle est le siège de l'aéroport international de Villanova d'Albenga, l'un des seuls aéroports entre Nice et Gênes.

## Administration
| Période                                  | Période  | Identité          | Étiquette | Qualité |
| ---------------------------------------- | -------- | ----------------- | --------- | ------- |
| 14 juin 2004                             | En cours | Domenico Cassiano |           |         |
| Les données manquantes sont à compléter. |          |                   |           |         |

### Communes limitrophes
Alassio, Albenga, Andora, Casanova Lerrone, Garlenda, Ortovero.